# 우주비행사

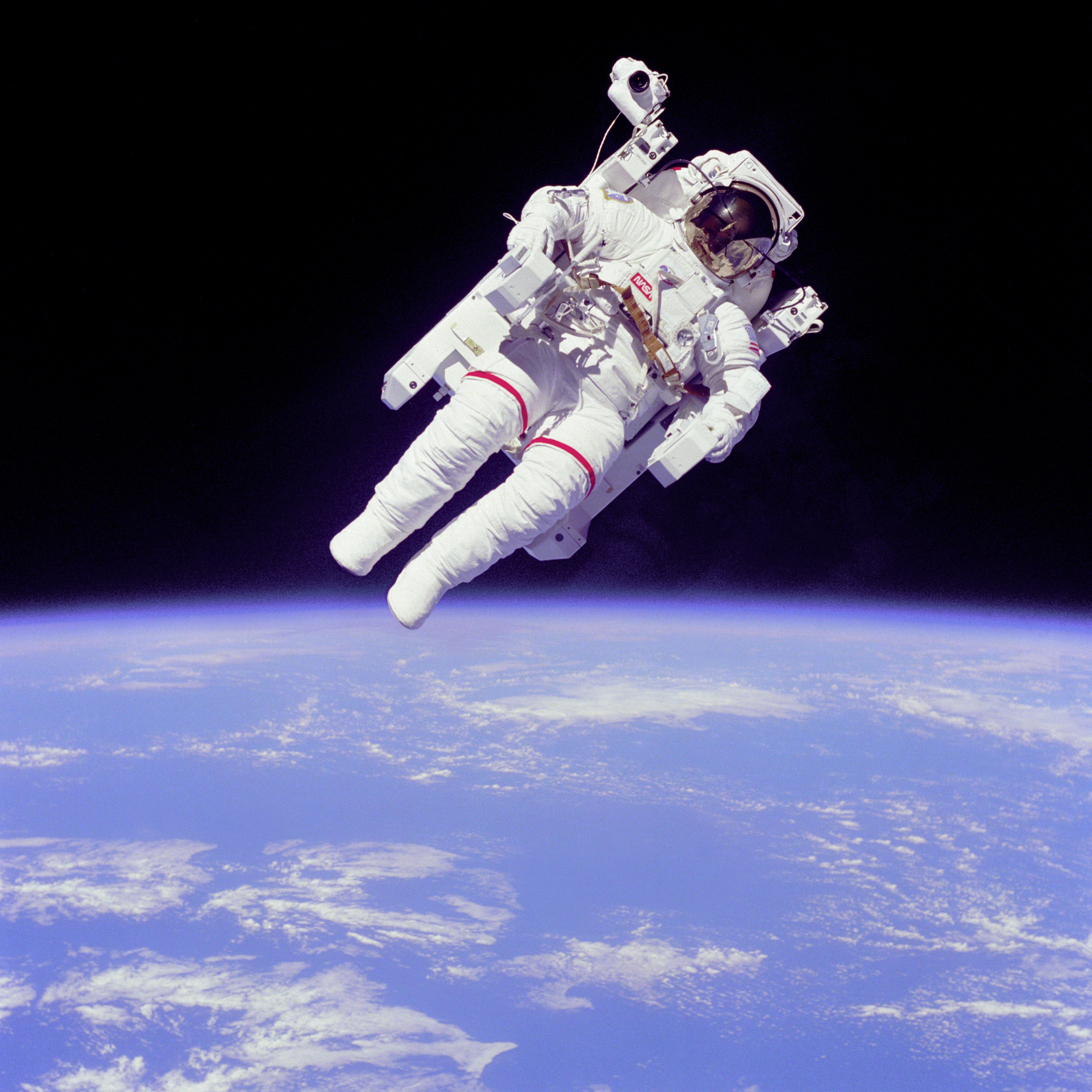
챌린저 우주왕복선 바깥에서 선외 활동 중인 브루스 맥캔들리스 2세

우주비행사(宇宙飛行士, 영어: astronaut, 러시아어: космона́вт)는 우주 비행을 하는 사람을 말한다. 우주 비행을 정의하는 기준은 크게 두 가지가 있는데, 미국의 경우 50 마일 (80 km) 이상의 고도를 비행했을 때 우주 비행으로 인정하는 한편, 국제항공연맹(FAI)은 100 km를 기준으로 한다.
1961년 4월 12일 발사된 보스토크 1호를 타고 소련의 유리 가가린이 지구를 한바퀴 돌고 귀환한 인류 최초의 우주 비행에 성공한 이래로 2010년 4월 3일 기준으로, 국제항공연맹 기준으로 총 38개국에서 514명 (남자 462, 여자 52)의 우주비행사가 우주비행을 하였으며, 이중 미국(332명)과 소련/러시아(107명)가 대부분을 차지하고 있다.
이 숫자에는 지구를 한바퀴 이상 도는 지구궤도 우주선뿐만 아니라, 100km 이상의 고도까지 탄도비행으로 올라갔다 바로 대기권으로 진입하여 착륙한 미국 최초의 우주비행사인 앨런 셰퍼드나, 1960년대 미국에서 시험용으로 개발한 로켓추진 비행기인 X-15 조종사들(8명이 80km 상공을 넘었고 그중 한명은 107km 도달 성공), 그리고 2004년 미국의 민간회사에서 개발한 로켓추진 비행기인 스페이스십원(SpaceShipOne) (112km 도달)의 조종사들도 포함한다.
또한, 대부분의 우주비행사들은 고도 160~2,000km의 지구 저궤도(Low Earth Orbit)를 따라 지구 주위를 도는 우주 비행을 하였으나, 아폴로계획에 참가한 27명은 지구 저궤도를 넘어 달궤도 또는 달착륙 비행을 마치고 귀환하였다.
2008년 6월 30일 기준으로, 인류의 총 우주비행시간을 합하면 32,269일 (약 88년)이며, 우주복만 입은 채 우주선 밖으로 나가서 활동하는 우주유영 시간은 총 127.8일이다.

## 주요 이정표

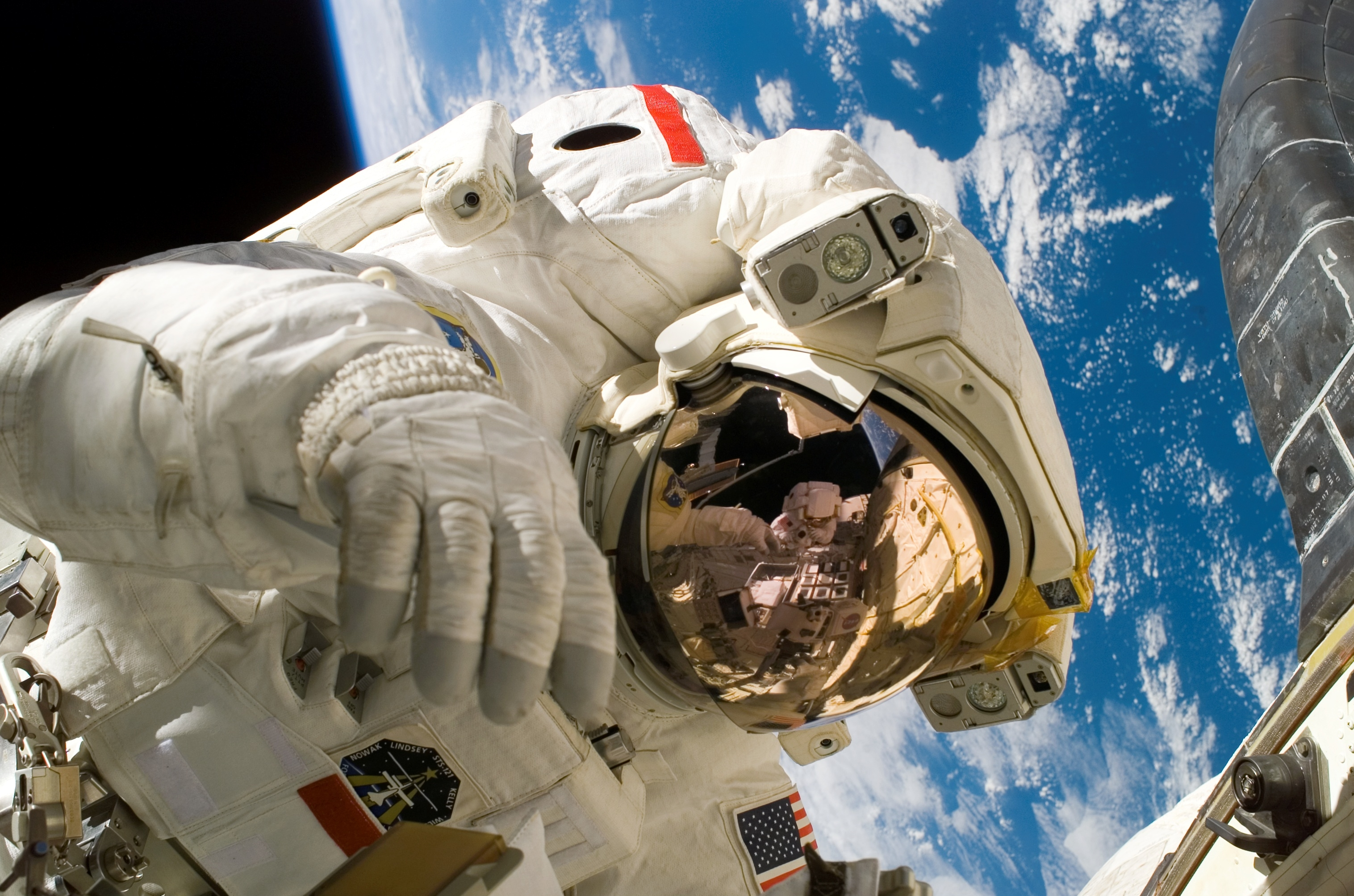
우주 유영 중인 우주비행사.

### 최초
- 세계 최초로 우주 비행을 한 사람은 1961년 4월 12일 발사된 보스토크 1호를 탑승한 소련의 우주비행사 유리 가가린이다.
- 세계 최초로 우주 비행을 한 여성은 1963년 6월 보스토크 6호를 탑승한 소련의 우주비행사 발렌티나 테레시코바이다.
- 닐 암스트롱은 1966년 미국의 우주비행사가 된 시험 비행사, 해군 비행사로, 1969년 인류 최초로 달에 발을 디딘 사람이다.
- 1967년 4월 24일, 소유스 1호로 귀환중이던 블라디미르 코마로프는 우주선의 이상으로 지면에 추락 사망, 우주 비행중 사망한 최초의 우주비행사가 되었다.
- 샐리 라이드는 1983년 미국 여성 우주비행사로서는 첫 번째로 우주 비행을 했다.
- 체코의 블라디미르 레메크는 소련인이 아닌 유럽인으로서는 처음으로 러시아의 소유스 28호로 우주 비행을 했다.
- 1980년 7월 23일, 베트남의 팜뚜언은 아시아인으로서는 처음으로 소유스 37호로 우주에 나아갔다.
- 역시 1980년 아르날도 타마요 멘데즈는 아프리카계 조상을 가진 사람으로서는 처음으로 우주 비행을 했다.
  - 아프리카에서 태어난 첫 우주비행사는 프랑스의 파트리크 보드리이다.
- 1985년 6월, 섀넌 루시드는 중국에서 태어난 첫 우주비행사가 되었다.
- 2002년 마크 셔틀워스는 아프리카 나라의 국적을 가진 첫 우주비행사가 되었다.
- 2003년 10월 15일, 양리웨이는 선저우 5호를 타고 중국의 첫 우주비행사가 되었다.
- 달 궤도를 처음 돈 것은 윌리엄 앤더스를 비롯한 아폴로 8호의 승무원들로, 앤더스는 홍콩에서 출생으로 아시아에서 태어난 첫 우주비행사이기도 하다.

### 최초 (민간)
- 처음으로 우주 비행을 한 민간인은 1983년 STS-9 우주왕복선 임무에 참여한 MIT 연구원 바이런 K. 리첸버그이다.
- 1990년 12월, 도쿄방송의 아키야마 도요히로는 비용을 지불하고 우주 비행을 한 첫 번째 승객이 되었다.
- 자신이 비용을 댄 첫 번째 우주 관광객은 2001년 4월 28일 데니스 티토였으며,
- 전체 발사 비용을 모두 부담한 첫 번째 사람은 스페이스십원에 탑승한 마이크 멜빌으로 당시 비행은 준궤도 비행이었다.
- 한국 최초의 우주비행 참가자로 기록된 사람은 2008년 4월 8일 소유스 우주선을 통해 우주로 간 이소연이다.

### 최소 또는 최대
- 가장 나이어린 우주비행사는 26살에 보스토크 2호에 탑승한 게르만 티토프이고,
- 가장 나이많은 우주비행사는 77살에 디스커버리 우주왕복선(STS-95)을 탑승한 존 글렌이다.
- 가장 오래 우주에 머무른 기록은 438일의 발레리 폴랴코프이다.
- 2005년 기준으로 가장 많은 우주 비행 기록은 7회로, 제리 L. 로스와 프랭클린 창-디아스가 이 기록을 가지고 있다.
- 지구에서 가장 멀리 여행한 기록은 401,056km(아폴로 13호 사고 당시)이다.

## 같이 보기
- 우주 공간
- 우주 비행의 날
- 머큐리 13
- 우주복
- 유리스 나이트